# Pornthep Chankai
Pornthep Chankai (thailändisch พรเทพ จันทร์ไข่, * 14. November 1984) ist ein thailändischer Fußballspieler.

## Karriere
Pornthep Chankai spielte bis Ende 2016 für die thailändischen Vereine Chiangrai United, Paknampho NSRU FC, Chiangmai FC und dem Phitsanulok FC. Von 2017 bis 2019 stand er bei dem Erstligisten Chainat Hornbill FC unter Vertrag. Für den Verein aus Chainat absolvierte er 40 Erstligaspiele. 2020 wechselte er zu Nongbua Pitchaya FC. Der Verein aus Nong Bua Lamphu spielte in der zweiten Liga des Landes, der Thai League 2. Im März 2021 feierte er mit Nongbua die Zweitligameisterschaft und den Aufstieg in die erste Liga. Nach dem Aufstieg verließ er Nongbua und schloss sich dem Erstligaabsteiger Sukhothai FC an. Am Ende der Saison 2021/22 feierte er mit dem Verein aus Sukhothai die Vizemeisterschaft und den Aufstieg in die erste Liga. Nach dem Aufstieg verließ er den Verein und schloss sich Anfang August 2022 dem Drittligisten Sisaket United FC an.

## Erfolge
Nongbua Pitchaya FC
- Thai League 2: 2020/21  ▲

Sukhothai FC
- Thai League 2: 2021/22 (Vizemeister)  ▲